# Ceneri (Beckett)
Ceneri (in lingua inglese Embers) è un radiodramma breve in un atto unico scritto nel 1958 dal drammaturgo irlandese Samuel Beckett per la BBC e stampato per la prima volta sulla rivista "Evergreen Review", X, novembre-dicembre 1959, quindi nella raccolta Krapp's Last Tape and Embers, Faber and Faber, London 1959. La traduzione francese dell'autore in collaborazione con l'amico Robert Pinget, fu pubblicata prima sulla rivista "Les Lettres Nouvelles" del 30 dicembre 1959 e quindi dalle Éditions de Minuit in La dernière bande suivi de Cendres (1960). Quella italiana, di Carlo Fruttero, in Teatro, presso Einaudi nel 1968.
L'opera fu trasmessa per la prima volta il 24 giugno 1959 con la regia di Donald McWhinnie, il protagonista era Jack MacGowran. Vinse il Prix Italia. La prima italiana, per la regia di Giorgio Bandini, con Salvo Randone, fu trasmessa dalla RAI il 29 gennaio 1960.

## Trama
Con sul fondo il rumore del mare, come nel finale, sentiamo Henry camminare lungo la riva, interrotto dal mare stesso che fu la causa della morte di suo padre. Henry lo immagina seduto al suo fianco, anche se non gli risponde mai. Nel primo monologo ricostruisce la storia, come gliela raccontò suo padre, di Bolton e del suo medico, Holloway, chiamato in piena notte. Ma Henry interrompe la storia per ricordare l'ultima volta che ha visto suo padre, quando Henry si rifiutò di farsi il bagno in mare con lui. Questo lo fa sentire in colpa, perché il padre morì in mare, forse per suicidio. A questo punto Henry si lamenta anche della figlia Addie, che incolpa di aver fatto finire il proprio matrimonio. La scena centrale è un dialogo con Ada, forse la moglie, evocata più che presente e probabilmente ormai morta anche lei. La donna vuol sapere dov'è la figlia e Henry dice che è dal maestro di musica. Entrambi l'aspettano, anche se lui avrebbe preferito andare.
Si sente Addie suonare alcune scale e quindi il valzer n. 5 di Chopin, ma continua a sbagliare e il maestro la rimprovera fino a che lei si mette a piangere. Un secondo ricordo improvviso riguarda la figlia con il maestro di equitazione che le dà istruzioni insistendo. Ada interrompe dicendo che a lei non hanno mai insegnato a cavalcare. Poi ci sono rimproveri di Ada a Henry, e altre memorie della vita di coppia ormai finita. Lui si lamenta che suo padre, al contrario di lei, non gli parla mai. Lei gli chiede di non badarle più e torna indietro da dove è venuta.
Henry, da solo, riprende la storia di Bolton e di Holloway che vuole dargli un anestetico. Quindi riprende a camminare aspettando domani, quando, a parte la visita dell'idraulico a riparare lo scarico, non si aspetta niente.

## Edizioni
- Samuel Beckett, Embers, in Krapp's Last Tape and Embers, Faber and Faber, London 1959
- Samuel Beckett, Cendres, in La dernière bande suivi de Cendres, Éditions de Minuit, Paris 1959
- Samuel Beckett, Ceneri, trad. di Carlo Fruttero, in Teatro, collana "Supercoralli", Einaudi, Torino 1968, pp. 215–233; poi in Teatro completo, collana "Biblioteca della Pléiade", Einaudi-Gallimard, Torino 1994, pp. 219–34